# Tyniec nad Ślęzą
Tyniec nad Ślęzą (deutsch Groß Tinz) ist ein Ort in der Landgemeinde Kobierzyce im Powiat Wrocławski der Woiwodschaft Niederschlesien in Polen. Bis zur Säkularisation 1810 war es Sitz einer Johanniterkommende.

## Geographie

Karte von Groß Tinz und Klein Tinz (um 1820)

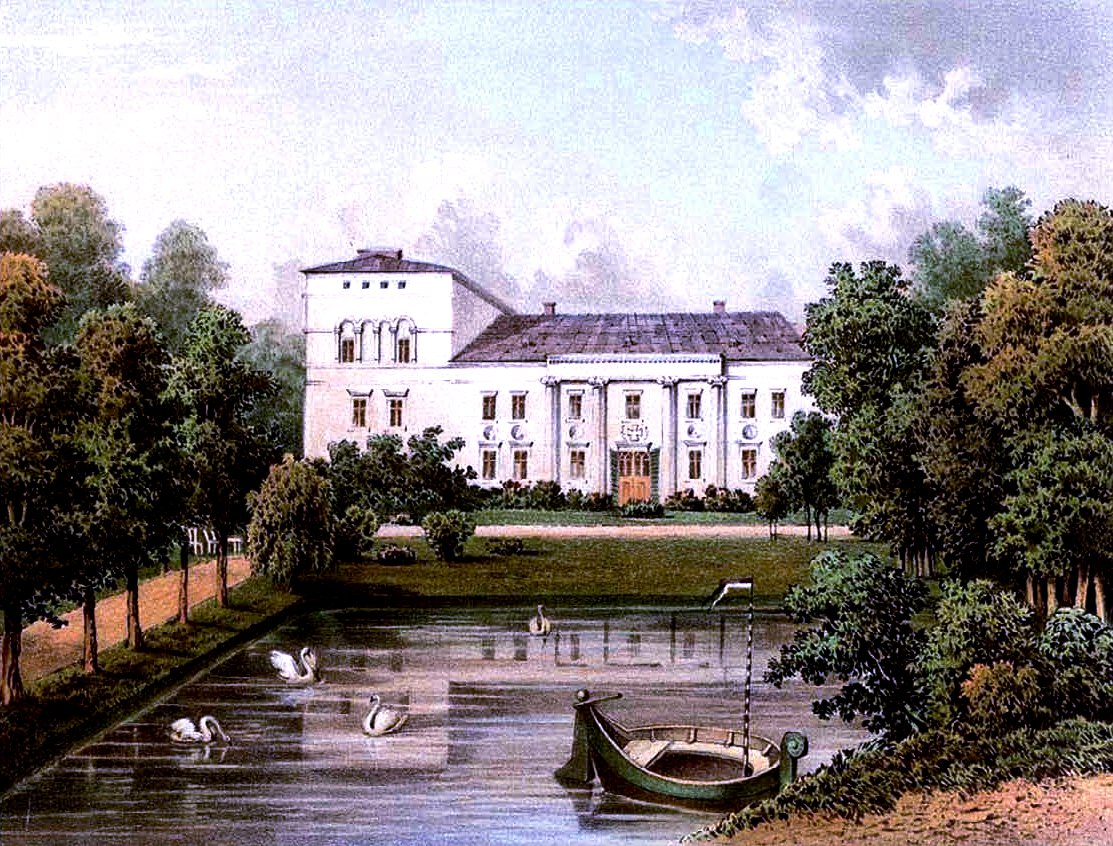
Ehemaliges Schloss Groß Tinz

Tyniec nad Ślęzą liegt an der Ślęza (Lohe) 25 Kilometer südwestlich Breslau. Nachbarorte sind Budziszów (Buchwitz) im Norden, Przecławice im Nordosten, Borów im Osten, Bartoszowa (Schönfeld) im Osten, Piotrków Borowski (Petrigau) und Rochowice (Roßwitz) im Südosten, Tyniec Mały und Suchowice (Dürrhartau) im Süden, Popowice (Pöpelwitz) im Südwesten, Wilczkowice (Wilschkowitz) im Westen und Pustków Wilczkowski (Stein) im Nordwesten. Westlich des Dorfes verläuft die Europastraße 67.

## Geschichte
„Tinchia“ wurde vor 1189 gegründet. Das ergibt sich aus einer Urkunde des Breslauer Bischofs Siroslaus II., die zwischen 1170 und 1189 ausgestellt wurde. Mit ihr wurde den Johannitern die Zehntausstattung ihrer Kirche in Tinz bestätigt. Nach der Teilung des Herzogtums Schlesien gehörte es ab 1248/51 zum Herzogtum Breslau. 1282 wurde Tinz nach Deutschem Recht umgesetzt. 1306 befreite der Breslauer Herzog Boleslaus III. die Besitzungen der Johanniter zu „Thincz“ und die anderen Ordensgüter vom Polnischen Recht und erlaubte ihnen den Gebrauch des Deutschen Rechts. 1320 erhielt die Kommende das Privileg der Niederen Gerichtsbarkeit sowie die Erlaubnis, ein Gefängnis und einen Galgen errichten zu dürfen.
1335 gelangte Tinz zusammen mit dem Herzogtum Breslau durch Heimfall an die Krone Böhmen, die ab 1526 die Habsburger innehatten. Nach dem Ersten Schlesischen Krieg 1742 fiel es wie fast ganz Schlesien an Preußen. Durch die Säkularisation wurde die Johanniterkommende 1810 aufgelöst. Die enteigneten Güter erwarb 1812 Graf Königsdorff. Nach der Neuorganisation der Provinz Schlesien gehörte Groß Tinz ab 1816 zum Landkreis Nimptsch. 1874 wurde der Amtsbezirk Groß Tinz gebildet, der aus den Landgemeinden Groß Tinz und Klein Tinz sowie den gleichnamigen Gutsbezirken bestand. Nach der Auflösung des Landkreises Nimptsch 1932 wurde Groß Tinz in den Landkreis Breslau eingegliedert. 1938 wurde Klein Tinz (ab 1945 Tyńczyk) nach Groß Tinz eingemeindet, das nun die amtliche Ortsbezeichnung Groß Tinz an der Lohe erhielt. 1939 wurden 1068 Einwohner gezählt.
Als Folge des Zweiten Weltkriegs fiel Groß Tinz 1945 an Polen und wurde in Tyniec nad Ślęzą umbenannt. Die einheimische deutsche Bevölkerung wurde 1946/47 vertrieben. Die neu angesiedelten Bewohner waren teilweise Zwangsumgesiedelte aus Ostpolen, das an die Sowjetunion gefallen war. 1975 bis 1998 gehörte Tyniec nad Ślęzą zur Woiwodschaft Wrocław.

## Sehenswürdigkeiten

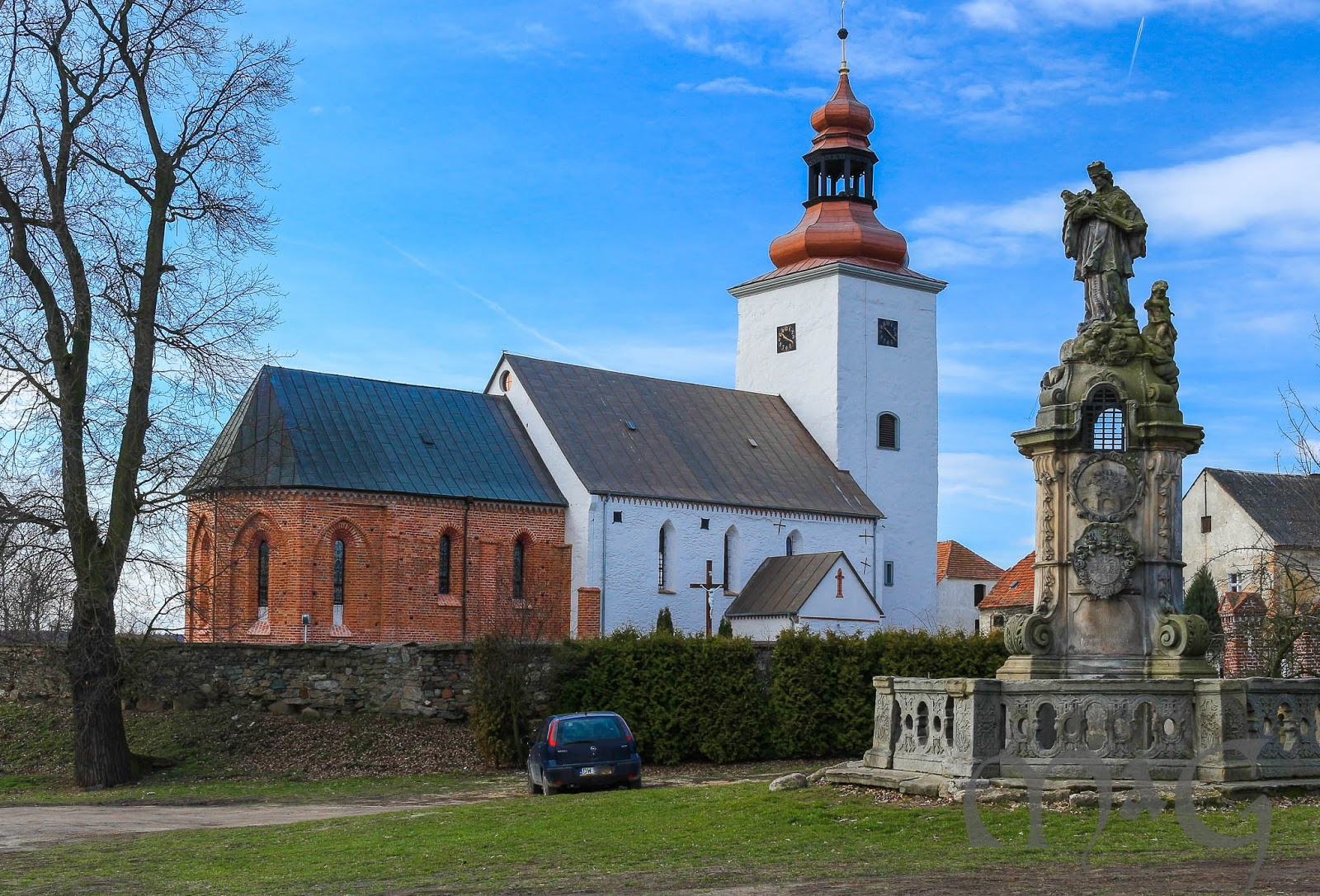
St. Michael

- Die 1189 erwähnte Johanniterkirche St. Michael wurde im letzten Viertel des 12. Jahrhunderts errichtet und im zweiten Viertel des 13. Jahrhunderts vergrößert. Nach weiteren Umbauten wurde sie 1718 von Johann Jacob Eybelwieser ausgemalt. Anstelle des Turms aus dem 15. Jahrhundert, der 1634 und 1714 durch Brände beschädigt worden war, wurde 1715 ein Barockturm mit Zwiebelhaube errichtet. Der architektonische Hauptaltar mit Heiligenfiguren wurde 1699 aufgestellt. Das Altarbild mit der Muttergottes von Passau stammt aus dem Jahr 1726. Die Rokokoaltäre neben dem Triumphbogen schuf 1748 bzw. 1753 der aus Schweidnitz stammende Bildhauer Michael Munze. Auf der neugotischen Kanzel befinden sich ältere Evangelistenfiguren. Bei einem grundlegenden Umbau 1871 wurde die Bemalung der Decke entfernt und die Ausstattung durch den Frankensteiner Maler Karl Krachwitz erneuert.
- Spätgotischer Bildstock.[5]
- Die Statue des böhmischen Landesheiligen Johannes Nepomuk vor der Friedhofsmauer wurde 1733 vom Ordenskomtur Johann Joseph von Götzen gestiftet. Sie wird dem Bildhauer Johann Georg Urbansky zugeschrieben[6].
- Das ehemalige Schloss Tinz entstand in der ersten Hälfte des 16. Jahrhunderts. 1782 wurde es vom damaligen Tinzer Johanniterkomtur nach Entwurf des Architekten C. M. Kunckel neu errichtet. Nach 1945 wurden Schloss und Park zerstört. Erhalten ist ein Gesindehaus von etwa 1600, ein Fachwerkspeicher aus dem Ende des 18. Jahrhunderts sowie unbedeutende Reste des barocken Schlossparks (längliches Wasserbecken mit Sandsteineinfassung). Von den um 1744 vom Bamberger Bildhauer Johann Albrecht Siegwitz geschaffenen Skulpturen aus dem Park haben sich nur einzelne Vasen und Sockel von Figuren erhalten. Sie wurden im Friedhofsareal aufgestellt.

## Persönlichkeiten
- Wolfgang Hilligen (1916–2003), Politikdidaktiker
- Albert Raffelt, Bibliothekar und Theologe, 1944 in Groß Tinz an der Lohe geboren